# Obušková válka

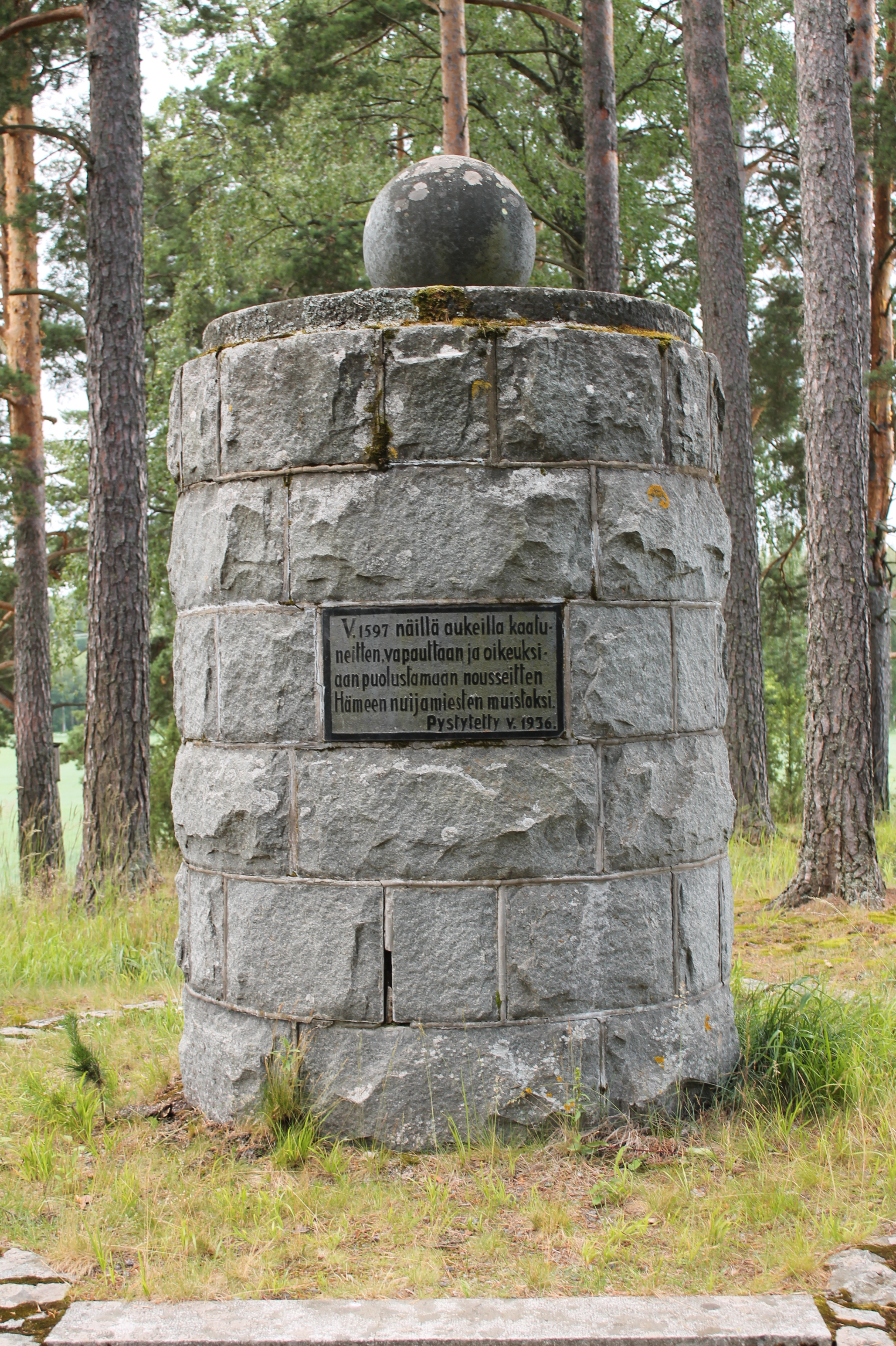
Pomník účastníkům povstání

Obušková válka (také překládáno jako válka palic; finsky Nuijasota) bylo povstání finských rolníků proti švédské nadvládě, k němuž došlo v letech 1596 až 1597, zejména v regionu Pohjanmaa. Švédské království, jehož bylo Finsko součástí, v této době destabilizovaly spory o trůn mezi neoblíbeným katolickým králem Zikmundem III. a jeho strýcem princem  Karlem. Hlavní příčinou vzpoury byl pokles životní úrovně v důsledku švédsko-ruské války, poté, co Zikmund v roce 1594 svěřil správu Finska svému oblíbenci admirálovi Claasi Erikssonovi Flemingovi, vzrostl počet sedláků odváděných do armády a navyšovány byly i feudální povinnosti.  Název války pochází z toho, že venkované vyrukovali proti profesionální armádě ozbrojeni pouze holemi, cepy a kosami.
Rebelii zahájili v listopadu 1596 sedláci Jaakko Ilkka a Pentti Pouttu. Zapojilo se do ní přes třicet tisíc lidí, zprvu dosáhli vítězství u Isokyrö, pak se proti nim postavil admirál Fleming s dobře vyzbrojenou jízdou. K rozhodujícímu střetnutí došlo u města Nokia, kde byli vzbouřenci poraženi, Ilkka se pokusil uprchnout, ale byl chycen a rozčtvrcen. Povstání bylo definitivně rozdrceno po bitvě u Santavuori 24. února 1597, nastala vlna drastických represí. Povstalci marně spoléhali na přislíbenou pomoc Karla IX. a guvernéra v Oulu Israela Laurinpoiky, Flemingových osobních nepřátel. Během války zahynulo okolo tří tisíc lidí, tedy zhruba setina tehdejší finské populace.